# 比拉里奇卡
47°57′54″N 24°53′43″E / 47.96500°N 24.89528°E

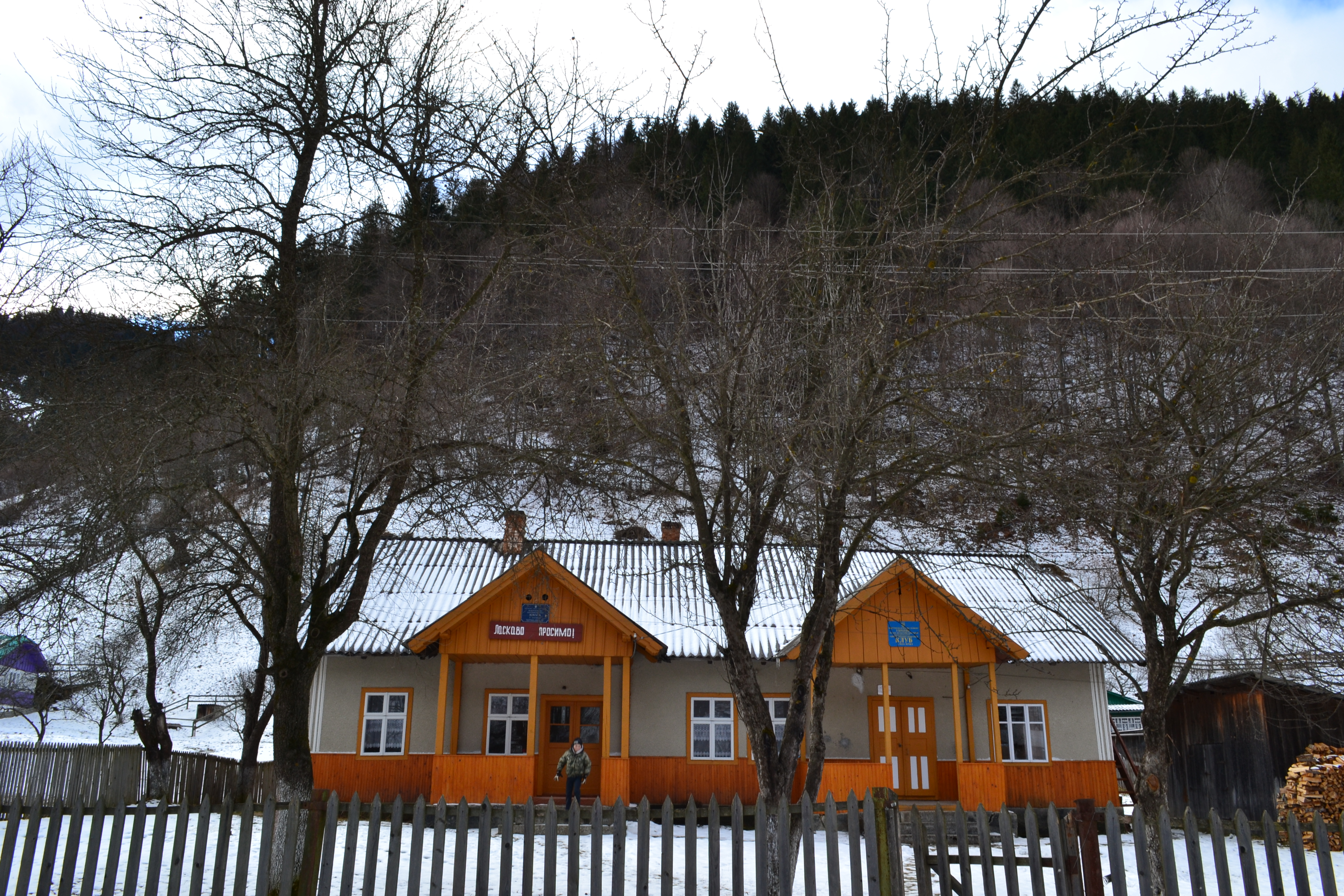

比拉里奇卡（烏克蘭語：Біла Річка），是烏克蘭的村落，位於該國西部伊萬諾-弗蘭科夫斯克州，由韋爾霍維納區負責管轄，始建於1910年，面積0.3平方公里，2001年人口157，人口密度每平方公里523.3人。